# Yossi Sarid
Pour les articles homonymes, voir Sarid (homonymie).
Yossi Sarid (en hébreu : יוסי שריד), né le 24 octobre 1940 à Rehovot et mort le 4 décembre 2015 , est un homme politique et journaliste israélien.

## Biographie
Membre du parti Meretz, dont il prendra la tête en 1996, il a siégé plusieurs fois à la Knesset depuis 1973. Il  a été ministre de l'Environnement dans le gouvernement de coalition formé par Yitzhak Rabin en 1992 puis ministre de l'Éducation dans le gouvernement de coalition formé par Ehud Barak, malgré sa forte réticence à siéger avec des membres du parti Shas.
Avant les élections de 2006, il a annoncé son intention de ne pas se représenter à la Knesset et son retrait de la vie politique. Il préconise la fusion de son ancien parti avec le Parti travailliste.
Diplômé en sciences politiques de The New School de New York, il écrit des éditoriaux pour le journal Haaretz, commentant la vie politique israélienne.
Figure du camp de la paix en Israël, il milite contre l'occupation et la colonisation des territoires palestiniens et défend l'application des accords d'Oslo. Il a aussi critiqué très tôt l'invasion israélienne du Liban en 1982, s'attirant alors la haine d'une partie des Israéliens.
Il s'installe à partir des années 1990, lorsque Israël occupait le sud-Liban et que le Hezbollah tirait en représailles des roquettes sur le nord d’Israël, dans un village proche de la frontière libanaise pour attirer l'attention sur les habitants subissant le conflit.
Il est le père de l’écrivain Yishai Sarid.

## Œuvres
- Sihot im Yosi Sarid (Hebrew Edition) (Hebreux) – Sifriyat poalim, Hotsaat ha-Kibuts ha-artsi ha-Shomer ha-tsair (1997)
- Pepiczek: He Didn't Know His Name, Yad Vashem Pubns (30 juin 2008)